# Listă de pictori chilieni
Aceasta este o listă de pictori chilieni.

## C
- Carlos Catasse

## M
- Roberto Matta
- Camilo Mori

## Z
- Manuel Ortiz de Zárate